# Курзель, Джед
Джед Дэниел Курзель (англ. Jed Danyel Kurzel; род. в 1976) — австралийский певец, автор песен, гитарист и кинокомпозитор. Он является основателем «The Mess Hall» (с 2001), дуэта, исполняющего рок и блюз. Его старший брат, Джастин Курзель, является кинорежиссёром и сценаристом.

## Жизнь и карьера
Курзель родился в 1976 году и вырос в Голере, Австралии, вместе со своим старшим братом, Джастином Курзелем (1974). Их отец, Здзислав Курзель (1946—2006), родился в Польше и мигрировал в Австралию в 1960 году, где он работал таксистом. В 1990-х гг. Курзель переехал в Сидней, где Джастин учился в Национальном институте драматических искусств (NIDA).
В 2001 году Курзель и Энтони Джонсен образовали группу The Mess Hall в Сиднее. Курзель был главным вокалистом и гитаристом, Джонсен был барабанщиком, и с ними также был бас-гитарист, который вскоре покинул их, и двое продолжили выступать дуэтом. Курзель вспоминал: «Когда клубы спрашивали нас, где наш басист, нам приходилось лгать им, говоря, что он болен». Их дебютный альбом «The Mess Hall» был выпущен в июле 2003 года. В начале 2004 года Джонсена заменил Сек Кондон в качестве барабанщика и вокалиста. Их третий альбом «Devils Elbow» (октябрь 2007) получил Приз австралийской музыки.
В 2000 году Курзель сочинил музыку к короткометражному фильму Кима Фарранта, «Sammy Blue», в школе австралийского кино, телевидения и радио. Он снова работал с Фаррантом: написав музыку для «Naked on the Inside» (2006). В 2009 году он сочинил музыку для «Кастора и Поллукса», короткометражного фильма режиссёра Бена Брайанда.
В 2011 году Курзель написал музыку к режиссёрскому дебюту Джастина, «Снежный город». На музыкальной церемонии премии APRA-AGSC в 2011 году Курзель получил награду за саундтрек года. Саундтрек был также номинирован на премию AACTA за лучшую музыку к фильму.
Курзель также сочинил музыку к фильмам «Молодая кровь», «Строго на запад» и документальному фильму «Братья Паппас». В 2015 году он снова работал со своим братом над фильмом «Макбет», за которым последовал фильм «Кредо убийцы» в 2016 году. В 2017 году он заменил Гарри Грегсона-Уильямса в качестве композитора фильма «Чужой: Завет».

## Избранная фильмография
- 2000: Sammy Blue (короткометражка)
- 2007: Naked on the Inside (документальный)
- 2009: Кастор и Поллукс / Castor & Pollux (короткометражка)
- 2011: Снежный город / Snowtown
- 2012: Мёртвая Европа / Dead Europe
- 2014: Dook Stole Christmas (Kurzfilm)
- 2014: Молодая кровь / Son of a Gun
- 2014: Братья Паппас / All This Mayhem (документальный)
- 2014: Бабадук / The Babadook
- 2015: Строго на запад / Slow West
- 2015: Макбет / Macbeth
- 2016: Кредо убийцы / Assassin's Creed
- 2017: Чужой: Завет / Alien: Covenant
- 2018: Оверлорд / Overlord
- 2019: Мустанг / The Mustang
- 2019: Опасная роль Джин Сиберг / Seberg
- 2019: Подлинная история банды Келли